# Vilson Ahmeti
Vilson Ahmeti (eredetileg Vilson Faik Ahmeti; nevének ejtése vilsɔn ahmɛti) (Fier, 1951. szeptember 5. –) albán politikus, 1991–1992 között az ország miniszterelnöke.
Az 1991-es demokratikus fordulat első utáni szabad választásokat követően felállt Nano- és Bufi-adminisztráció nem volt képes a gazdaságilag elmaradott Albániát a növekedési pályán elindítani. Miután ez utóbbi kabinetből a demokrata miniszterek kiváltak, 1991. december 10-én Ramiz Alia köztársasági elnök a pártonkívüli, de szocialista kötődésű Vilson Ahmeti volt élelmezésügyi minisztert bízta meg szakértői kormány alakításával. A kabinet azonban nem volt képes megoldani a forrponton lévő elégedetlenség mögött álló problémákat, az életszínvonal és Albánia infrastrukturális helyzete nem javult, sőt a rendszerváltással elharapózott bűnözés tovább fokozódott. Az 1992. márciusi előrehozott választások megnyerése után a demokraták által jelölt új köztársasági elnök, Sali Berisha egyik első intézkedése 1992. április 13-án az Ahmeti-kormány feloszlatása volt.
1995 áprilisában eljárás indult Ahmeti ellen hűtlen kezelés és hivatallal való visszaélés vádjával. A vád szerint még 1991-ben az albán Nemzeti Kereskedelmi Bank négy vezére a miniszterelnök Ahmeti tudomásával 1,6 millió dollárt ajánlott fel a francia állampolgárságú Nicola Arsidinek, hogy az albán államadósság elengedéséről tárgyaljon. 1995. július 27-én Ahmetit bizonyítottság hiányában felmentették.